# Roger Boyle, 1:e earl av Orrery
Roger Boyle, 1:e earl av Orrery, baron Broghill, född den 25 april 1621, död den 16 oktober 1679, son till Richard Boyle, 1:e earl av Cork, yngre bror till Richard Boyle, 1:e earl av Burlington, farfar till Charles Boyle, 4:e earl av Orrery, var en brittisk statsman.
Orrery hyllade under inbördeskriget rojalistiska tänkesätt och ämnade efter Karl I:s avrättning bege sig till utlandet, för att erbjuda sonen sin medverkan till Stuartarnas återinsättning på tronen. Cromwell uppdagade emellertid planen, hindrade Boyles utresa och förmådde honom att i stället övertaga ett generalsbefäl mot irländarna. Boyle stod sedan under dessa strider troget vid Cromwells och Iretons sida, intogs med åren av allt större beundran för Cromwell och var medlem av parlamentet 1654 och 1656 samt av det nya överhuset 1657. Han anses ha varit en av de förnämsta upphovsmännen till förslaget om att bekläda Cromwell med kungavärdighet, och han framkastade även en plan på giftermål mellan Karl II och Cromwells dotter Frances. Efter den store protektorns död sökte Boyle först stärka Richard Cromwells ställning, men när han kommit till insikt om hopplösheten därav, inbjöd han Karl att landstiga på Irland.
Efter restaurationen, till vilken Boyle som medlem av "convention parliament" kraftigt medverkade, upphöjdes han 1660 till earl av Orrery, och Karl II ville efter Clarendons fall göra honom till dennes efterträdare som kansler, men Boyle avslog av hälsoskäl anbudet. Boyle sysslade under sina senare år mycket med litterära arbeten, utgav romanen Parthenissa (1:a avd. i 6 band 1654, fullständig 1665) samt skrev flera tragedier och ett par komedier, vilka alla har ansetts vara utan egentligt litterärt värde. Hans samlade dramatiska arbeten utgavs 1743. Av större betydelse är hans State letters (utgivna 1742).